# Armenia en el Festival de la Canción de Eurovisión Junior
Armenia fue uno de los países que debutó en el V Festival de Eurovisión Junior en 2007.
Armenia hizo su primera participación con la canción "Erazanq" que fue cantada por el cantante Arevik, la que se situó en un 2.º lugar con 136 puntos muy cerca del ganador por solo un punto de diferencia.
En 2008, (en español: Sonidos de mi canción) se situó en 8° lugar con 59 puntos por delante de Rumanía y por detrás de Rusia, siendo hasta ahora su peor resultado.
En 2009, Luara Hayrapetyan y su tema "Barcelona" y quedaron en nuevamente en segundo lugar con 116 puntos, junto con Rusia y tras los Países Bajos.
En 2010, Vladimir Arzumanyan y su canción "Mama" representó a Armenia en Minsk pero a pesar de no estar entre las grandes favoritas que eran (Bélgica, Suecia, Georgia y Serbia) ganó a tan sólo un punto de diferencia de Rusia en que este año ha tenido mejor suerte que en el 2007.
En 2020 se retiró debido al conflicto armado de Nagorno Karabaj 3 Años después se volvió a retirar por el mismo caso.
En 2021 Maléna, la que iba a ser representante de Armenia en 2020, representó a su país, ganando el trofeo con 224 puntos. 
Su puntuación media hasta 2024 es de 137,29 puntos.

## Participaciones
| 2007 | Róterdam  | Arevik              | «Erazanq»               | 2        | 136      |          |          |          |          |          |
| 2008 | Limassol  | Monika Manucharova  | «Im ergi hnchuny»       | 8        | 59       |          |          |          |          |          |
| 2009 | Kiev      | Luara Hayrapetyan   | «Barcelona»             | 2        | 116      |          |          |          |          |          |
| 2010 | Minsk     | Vladimir Arzumanyan | «Mama»                  | 1        | 120      |          |          |          |          |          |
| 2011 | Ereván    | Dalita              | «Welcome to Armenia»    | 5        | 85       |          |          |          |          |          |
| 2012 | Ámsterdam | Compass Band        | «Sweetie baby»          | 3        | 98       |          |          |          |          |          |
| 2013 | Kiev      | Monica Avanesyan    | «Choco Factory»         | 6        | 69       |          |          |          |          |          |
| 2014 | Marsa     | Betty               | «People of the sun»     | 3        | 146      |          |          |          |          |          |
| 2015 | Sofía     | MIKA                | «Love»                  | 2        | 176      |          |          |          |          |          |
| 2016 | La Valeta | Anahit & Mary       | «Tarber»                | 2        | 232      |          |          |          |          |          |
| 2017 | Tiflis    | Misha               | «Boomerang»             | 6        | 148      |          |          |          |          |          |
| 2018 | Minsk     | L.E.V.O.N           | «L.E.V.O.N»             | 9        | 125      |          |          |          |          |          |
| 2019 | Gliwice   | Karina Ignatyan     | «Colours of Your Dream» | 9        | 115      |          |          |          |          |          |
| 2020 | Varsovia  | Maléna              | «Why»                   | Retirado | Retirado | Retirado | Retirado | Retirado | Retirado | Retirado |
| 2021 | París     | Maléna              | «Qami Qami»             | 1        | 224      |          |          |          |          |          |
| 2022 | Ereván    | Nare                | «DANCE!»                | 2        | 180      |          |          |          |          |          |
| 2023 | Niza      | Yan Girls           | «Do It My Way»          | 3        | 180      |          |          |          |          |          |
| 2024 | Madrid    | Leo                 | «Cosmic Friend»         | 8        | 125      |          |          |          |          |          |
| 2025 | Tiflis    | TBA                 | «TBA»                   | TBD      | TBD      |          |          |          |          |          |

## Festivales organizados en Armenia
| Edición                                          | Ciudad sede | Localización              | Presentandores                                                    |
| ------------------------------------------------ | ----------- | ------------------------- | ----------------------------------------------------------------- |
| Festival de la Canción de Eurovisión Junior 2011 | Ereván      | Complejo Karen Demirchyan | Gohar Gasparián y Avet Barseghián                                 |
| Festival de la Canción de Eurovisión Junior 2022 | Ereván      | Complejo Karen Demirchyan | Iveta Mukuchyan, Garik Papoyan, Karina Ignatyan y Robin, el robot |

## Votaciones
Armenia ha dado más puntos a...
| N.º | País                | Pts |
| --- | ------------------- | --- |
| 1   | Georgia             | 167 |
| 2   | Rusia               | 126 |
| 3   | Países Bajos        | 88  |
| 4   | Bielorrusia         | 85  |
| 5   | Malta               | 76  |
| 6   | Ucrania             | 75  |
| 7   | Francia             | 42  |
| 8   | Macedonia del Norte | 35  |
| 9   | Albania             | 27  |
| 10  | Australia           | 23  |
| 10  | Italia              | 23  |

Armenia ha recibido más puntos de...
| N.º | País                | Pts |
| --- | ------------------- | --- |
| 1   | Georgia             | 150 |
| 2   | Ucrania             | 133 |
| 3   | Rusia               | 122 |
| 4   | Países Bajos        | 113 |
| 5   | Malta               | 94  |
| 6   | Bielorrusia         | 93  |
| 7   | Macedonia del Norte | 81  |
| 8   | Serbia              | 64  |
| 9   | Suecia              | 58  |
| 10  | Bélgica             | 54  |
| 10  | Francia             | 54  |

## Portavoces
| Año  | Portavoz            | 12 Puntos    |
| ---- | ------------------- | ------------ |
| 2024 | ??                  |              |
| 2023 | ¿?                  | Malta        |
| 2022 | Maléna              | Georgia      |
| 2021 | Karina Ignatyan     | Georgia      |
| 2019 | Erik Antonyan       | Países Bajos |
| 2018 | Vardan Margaryan    | Bielorrusia  |
| 2017 | Lilit Tokhatyan     | Georgia      |
| 2016 | Michael Varosyan    | Polonia      |
| 2015 | Elizabeth Danielyan | Malta        |
| 2014 | Mónica Avanesyan    | Georgia      |
| 2013 | David Vardanyan     | Rusia        |
| 2012 | Michael Varosyan    | Ucrania      |
| 2011 | Razmik Arghajanyan  | Georgia      |
| 2010 | Nadia Sargsyan      | Rusia        |
| 2009 | Razmik Arghajanyan  | Ucrania      |
| 2008 | Mary Sahakyan       | Georgia      |
| 2007 | Ani Sahakyan        | Georgia      |